# Kerriochloa
Kerriochloa is een geslacht uit de grassenfamilie (Poaceae). De enige soort uit dit geslacht (Kerriochloa siamensis) komt voor in Thailand en Cambodja.